# Tour of the Alps
Die Tour of the Alps (bis 2016 Giro del Trentino, dt. Trentino-Rundfahrt) ist ein internationales Straßenradrennen.
Das Rennen fand zunächst in den Jahren 1962 und 1963 als Eintagesrennen in der italienischen Provinz Trient statt. Im Jahr 1979 wurde der Name für ein Etappenrennen wieder aufgegriffen, das meist vier Etappen umfasste und Ende April stattfand. 1986, als das Rennen als Mannschaftswettbewerb unter dem Namen Coppa Italia ausgetragen wurde, gab es eine einmalige Unterbrechung dieses Austragungsmodus. 2015 schloss sich der Giro del Trentino unter Beibehaltung des Namens mit der Trofeo Melinda zusammen. Mit der Austragung des Jahres 2017 wurde das Rennen in Tour of the Alps umbenannt und erstreckt sich nun über die gesamte Region Tirol, also neben der Provinz Trient auch auf die Provinz Südtirol und das österreichische Bundesland Tirol.
Das Rennen dient auch auf Grund der schweren Alpenetappen als Vorbereitungsrennen für den kurz darauf folgenden Giro d’Italia. Seit 2005 gehört die Rundfahrt zur UCI Europe Tour und war zunächst in die Kategorie 2.1 eingestuft. 2011 wurde sie in die Kategorie 2.HC höher gestuft und seit 2021 ist sie Teil der UCI ProSeries. Rekordsieger mit 3 Erfolgen ist der Italiener Damiano Cunego, der mit 6 Etappensiegen auch Rekord-Etappensieger ist.

## Palmarès
| Jahr                        | Sieger                    | Zweiter                  | Dritter                  |
| --------------------------- | ------------------------- | ------------------------ | ------------------------ |
| Giro del Trentino           |                           |                          |                          |
| 1962                        | Enzo Moser                | Alcide Cerato            | Gaetano Sarazin          |
| 1963                        | Guido De Rosso            | Franco Cribiori          | Ercole Baldini           |
| 1964-1978 nicht ausgetragen |                           |                          |                          |
| 1979                        | Knut Knudsen              | Francesco Moser          | Roger De Vlaeminck       |
| 1980                        | Francesco Moser           | Tommy Prim               | Gianbattista Baronchelli |
| 1981                        | Roberto Visentini         | Francesco Moser          | Giovanni Mantovani       |
| 1982                        | Giuseppe Saronni          | Francesco Moser          | Gianbattista Baronchelli |
| 1983                        | Francesco Moser           | Bruno Leali              | Emanuele Bombini         |
| 1984                        | Franco Chioccioli         | Emanuele Bombini         | Luciano Loro             |
| 1985                        | Harald Maier              | Silvano Contini          | Gerhard Zadrobilek       |
| 1986                        | Carrera-Inoxpran          | Del Tongo-Colnago        | Atala-Ofmega             |
| 1987                        | Claudio Corti             | Gianbattista Baronchelli | Tony Rominger            |
| 1988                        | Urs Zimmermann            | Tony Rominger            | Helmut Wechselberger     |
| 1989                        | Mauro-Antonio Santaromita | Claudio Chiappucci       | Luca Gelfi               |
| 1990                        | Gianni Bugno              | Pēteris Ugrjumovs        | Leonardo Sierra          |
| 1991                        | Leonardo Sierra           | Massimiliano Lelli       | Stephen Hodge            |
| 1992                        | Claudio Chiappucci        | Roberto Conti            | Zenon Jaskuła            |
| 1993                        | Maurizio Fondriest        | Claudio Chiappucci       | Leonardo Sierra          |
| 1994                        | Moreno Argentin           | Jewgeni Bersin           | Francesco Casagrande     |
| 1995                        | Heinz Imboden             | Mariano Piccoli          | Francesco Frattini       |
| 1996                        | Wladimir Belli            | Enrico Zaina             | Nelson Rodríguez Serna   |
| 1997                        | Luc Leblanc               | Pawel Tonkow             | Leonardo Piepoli         |
| 1998                        | Paolo Savoldelli          | Dario Frigo              | Francesco Casagrande     |
| 1999                        | Paolo Savoldelli          | Gilberto Simoni          | Marco Pantani            |
| 2000                        | Simone Borgheresi         | Niklas Axelsson          | Paolo Savoldelli         |
| 2001                        | Francesco Casagrande      | Leonardo Piepoli         | Raimondas Rumšas         |
| 2002                        | Francesco Casagrande      | Julio Pérez Cuapio       | Gilberto Simoni          |
| 2003                        | Gilberto Simoni           | Stefano Garzelli         | Tadej Valjavec           |
| 2004                        | Damiano Cunego            | Jure Golčer              | Gilberto Simoni          |
| 2005                        | Julio Pérez Cuapio        | Jewgeni Petrow           | Sergio Ghisalberti       |
| 2006                        | Damiano Cunego            | Luca Mazzanti            | Eddy Ratti               |
| 2007                        | Damiano Cunego            | Michele Scarponi         | Luca Mazzanti            |
| 2008                        | Vincenzo Nibali           | Stefano Garzelli         | Domenico Pozzovivo       |
| 2009                        | Ivan Basso                | Janez Brajkovič          | Przemysław Niemiec       |
| 2010                        | Alexander Winokurow       | Riccardo Riccò           | Domenico Pozzovivo       |
| 2011                        | Michele Scarponi          | Tiago Machado            | Luca Ascani              |
| 2012                        | Domenico Pozzovivo        | Damiano Cunego           | Sylwester Szmyd          |
| 2013                        | Vincenzo Nibali           | Mauro Santambrogio       | Maxime Bouet             |
| 2014                        | Cadel Evans               | Domenico Pozzovivo       | Przemysław Niemiec       |
| 2015                        | Richie Porte              | Mikel Landa              | Leopold König            |
| 2016                        | Mikel Landa               | Tanel Kangert            | Jakob Fuglsang           |
| Tour of the Alpes           |                           |                          |                          |
| 2017                        | Geraint Thomas            | Thibaut Pinot            | Domenico Pozzovivo       |
| 2018                        | Thibaut Pinot             | Domenico Pozzovivo       | Miguel Ángel López       |
| 2019                        | Pavel Sivakov             | Tao Geoghegan Hart       | Vincenzo Nibali          |
| 2020 nicht ausgetragen      |                           |                          |                          |
| 2021                        | Simon Yates               | Pello Bilbao             | Alexander Wlassow        |
| 2022                        | Romain Bardet             | Michael Storer           | Thymen Arensman          |
| 2023                        | Tao Geoghegan Hart        | Hugh Carthy              | Jack Haig                |
| 2024                        | Juan Pedro López          | Ben O’Connor             | Antonio Tiberi           |
| 2025                        | Michael Storer            | Thymen Arensman          | Derek Gee                |

Hinweis:1986 als Mannschaftswettbewerb unter dem Namen Coppa Italia ausgetragen